# Клятвенная запись (1983, СССР)
«Клятвенная запись» (груз.: წიგნი ფიცისა) — советский шестисерийный фильм 1983 года, снятый грузинскими режиссерами Амираном Дарсавелидзе и Григорием (Гигой) Лордкипанидзе. Директором фильма выступил Резо Шарабидзе, а сценарий написал Анзор Салуквадзе. Композитором фильма является Бидзина Квернадзе.  
Главную роль в фильме исполнил Тенгиз Арчвадзе, сыгравший роль царей Кахетии Александра II и Ираклия II из кахетинской ветви династии Багратионов. 

## Описание фильма
Фильм показывает трудный и героический путь сближения народов и политиков, завершившихся подписанием в 1783 году Георгиевского трактата о переходе Картли-Кахетинского царства под покровительство Российской империи.
Фильм поделен на две части; в первой ведется повествование от лица царя Кахетии Александра II, столкнувшегося с угрозой от шах-Аббаса; во второй части повествуется правление Ираклия II, уже объединившего царство Кахетии с Картлийским. 
Фильм был выпущен в честь двухсотлетия с момента подписания Георгиевского трактата и памяти дружбы между российским и грузинским народами.

## В ролях
- Тенгиз Арчвадзе — царь Кахетии Александр II, царь Картли-Кахетии Ираклий II
- Отар Мегвинетухуцеси — Имам-кули Хан, он же Давид II Багратиони
- Кетеван Кикнадзе – царица Кетеван Великомученица
- Давид (Додо) Абашидзе — царевич Паата (из картлийской ветви Багратионов), мятежный претендент и заговорщик
- Давид Гиоргобиани — царевич Георгий Багратиони
- Акакий Хидашели — обращенный в ислам царевич-отцеубийца Константин
- Лия Элиава — царица Тинатин
- Картлос Марадишвили — царь Кахетии Давид I
- Георгий Гегечкори — католикос Антон
- Зураб Капанидзе — Папай
- Гия Бурджанадзе — царевич Леван
- Зураб Кипшидзе — князь Александр Амилахвари
- Котэ Толорая — князь Дмитрий Амилахвари, участвовавший в восстании против Ираклия II
- Сос Саркисян — Мовсес
- Теймураз (Темо) Долидзе — Лала Мустафа-паша
- Лиана Асатиани — царица Дареджан
- Гиви Тохадзе — князь Оман Чолокашвили
- Кахи Кавсадзе — Шах Аббас
- Руслан Микаберидзе — Керим Хан
- Георгий Харабадзе — Ислам-Бег
- Георгий Чичинадзе — Константин
- Паата Бараташвили — Георгий
- Тариэл Сакварелидзе — Заал Орбелиани
- Кукури Лаферадзе — князь Давид Эристави
- Сосо Лагидзе — царевич Иоанн Багратиони
- Зураб Лежава — князь Гарсеван Чавчавадзе
- Гиви Чугуашвили — Мусабег
- Юрий Соломин — царь Руси Федор Иванович
- Нана Лорткипанидзе - Фатима
- Нино Лорткипанидзе - Иде
- Алексей Петренко — Тотлебен
- Али Исаев-Аварский — лидер крымских татар
- Григол Нацвлишвили - архиепископ Николоз
- Нина Юрасова - императрица Екатерина II
- Анатолий Быстров — Борис Годунов
- Юрий Назаров — Андрей Щелканов
- Ефим Байковский - Панин
- Виктор Захаров — Игнат Данилов
- Гиви Хахидзе — Абало Беродзе
- Тинатин Микеладзе - Шамсати
- Лия Капанадзе — Зидона
- Джемал Монава — Вахтанг
- Леонид Пьярни — Татищев
- Дмитрий Гедеванишвили — Иванов
- Леван Учанеишвили Теймураз
- Иосиф (Сосо) Гогичаишвили — Давид Джандиришвили
- Кукури Абрамишвили - Георгий Хуцеси
- Шалва Саркеулидзе — князь Элизбар Тактакишвили

## Награды
1985 — Государственная премия имени Шота Руставели (Гиге Лорткипанидзе, Анзору Салуквадзе, Левану Намгалашвили, Кахи Хуцишвили, Тенгизу Арчвадзе, Кетеван Кикнадзе, Зурабу Капанидзе)
1. ↑  Georgian Cinema - წიგნი ფიცისა (1983). georgian--cinema-ge.translate.goog. Дата обращения: 18 августа 2024. Архивировано 18 августа 2024 года.